# La leyenda de Lizzie Borden
La leyenda de Lizzie Borden es una película de misterio-drama histórico de 1975 hecha para la televisión, dirigida por Paul Wendkos y protagonizada por Elizabeth Montgomery en una actuación nominada al Emmy. Lizzie Borden era una mujer estadounidense acusada de asesinar a su padre y a su madrastra en 1892. Se estrenó en ABC el 10 de febrero de 1975. La película fue nominada al Globo de Oro a la Mejor Película para Televisión en 1976.
Aunque la película se basa en hechos reales, es una narración estilizada de los acontecimientos del 4 de agosto de 1892, el día en que el padre y la madrastra de la solterona de Nueva Inglaterra, Lizzie Borden, fueron encontrados brutalmente asesinados en su casa de Fall River, Massachusetts. El interés público en Borden y los asesinatos se ve exacerbado por su comportamiento distante después de los asesinatos, y el público especula sobre su participación en ellos cuando no expresa ninguna emoción durante los funerales de su padre y su madrastra.
El encarcelamiento de la principal sospechosa (la propia Lizzie), así como la investigación forense y el juicio, se describen fielmente, utilizando testimonios reales. Durante el juicio, testifican varias personas, incluida Bridget Sullivan, la criada irlandesa de Borden que era la única otra persona en la casa en el momento de los asesinatos.
En lo que puede verse como una desviación de la narrativa docudrama de la película, mientras Lizzie escucha su veredicto, se muestran flashbacks de ella cometiendo los asesinatos desnuda y bañándose después de cada muerte, lo que explica por qué nunca se encontró sangre en ella ni en su ropa. Sin embargo, la trama de la película con respecto al papel de Lizzie en los asesinatos sigue siendo ambigua porque no afirma que Lizzie en realidad estuviera recordando los crímenes ni que simplemente estuviera fantaseando sobre cómo ella misma se habría deshecho de sus víctimas. Cuando Lizzie regresa a casa después de su absolución, su hermana Emma le pregunta directamente si mató a su padre; Lizzie no responde. El epílogo afirma que los asesinatos de Andrew y Abby Borden siguen sin resolverse.

## Argumento
El 4 de agosto de 1892, Bridget Sullivan, la criada, convoca a la vecina Sra. Churchill a la residencia Borden, donde Lizzie Borden la recibe en la puerta y le dice fríamente: “Sra. Churchill, pasa, alguien ha matado a mi padre." El cuerpo de Andrew Borden está reclinado en el sofá de la sala con múltiples heridas de hacha en el rostro. La policía llega para examinar el cuerpo de Andrew y, al registrar la casa, la señora Churchill y Bridget encuentran el cuerpo de Abby Borden, la madrastra de Lizzie, asesinada a machetazos en la habitación de invitados. Los vecinos rodean la casa. Emma Borden, 9 años mayor que Lizzie, quien tiene 31 años, regresa de Fairhaven, donde estaba con amigos. Emma le pregunta directamente a Lizzie si mató a su padre, lo que Lizzie niega. A Lizzie le dan morfina para sedarla y responde a las preguntas de la policía de manera inconsistente. 
En el funeral, Lizzie es criticada por no vestir de negro o mostrar dolor. Se informa a Lizzie que es sospechosa y se lleva a cabo una investigación.

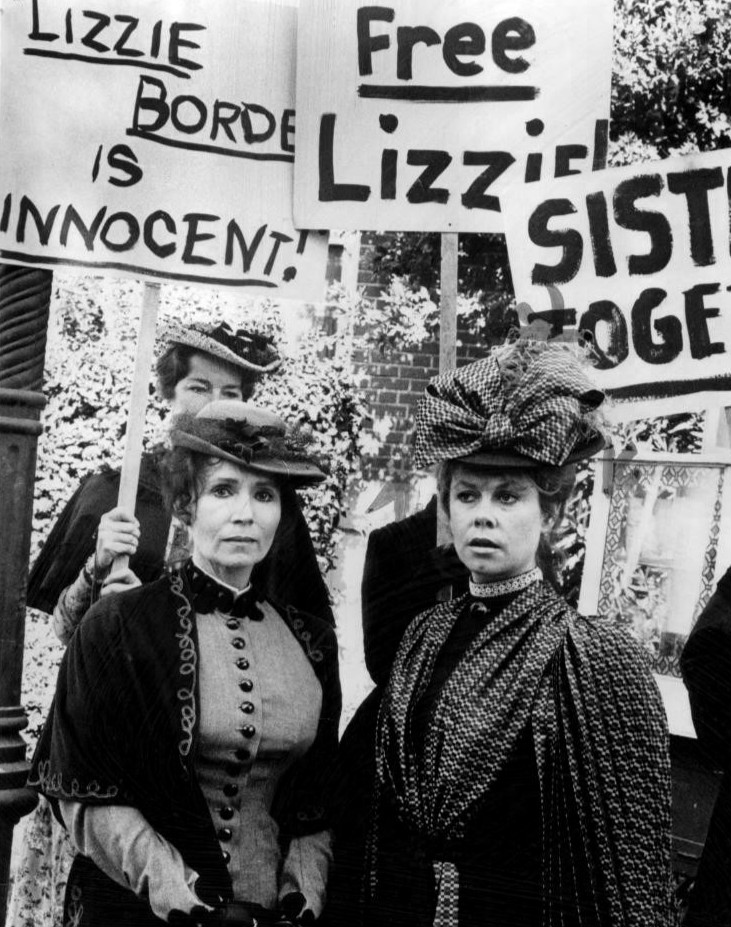
Katherine Helmond como Emma Borden y Elizabeth Montgomery como Lizzie Borden

En la investigación, Bridget dice que ella y Lizzie eran las únicas que estaban en la casa, además de las víctimas, el día del asesinato. El señor Borden se fue al centro y la señora Borden recibió una nota (que nadie vio nunca) pidiéndole a Abby que cuidara de un amigo enfermo anónimo. Según las instrucciones de la señora Borden, Bridget estaba fuera de la casa, con las puertas cerradas, lavando ventanas en el momento de los asesinatos. Bridget no vio a nadie llegar a la casa hasta que el Sr. Borden llegó alrededor de las 10:45 y tomó una siesta en el sofá. Bridget se acostó para tomar una siesta cuando el reloj del ayuntamiento marcaba las 11:00 en punto, pero 3 o 4 minutos después Lizzie llamó después de descubrir el cuerpo de Andrew.
Lizzie testifica que llamaba “madre” a su madrastra Abby cuando era niña, pero comenzó a llamarla “Sra. Borden” más tarde, sin explicar por qué. Lizzie cambió su historia varias veces, sin saber si estaba arriba o abajo cuando su padre llegó a casa. Afirmó haber visto a Abby por última vez 1 hora y 30 minutos antes de que se descubriera su cuerpo. Nadie vio la nota para Abby ni la vio regresar a casa. Andrew estuvo en la casa de 15 a 20 minutos mientras Lizzie estaba en el granero buscando una plomada de hierro para su hilo de pescar para un viaje el lunes siguiente. Lizzie no puede explicar cómo alguien desconocido mató a Abby una hora y media antes, mientras Bridget y Lizzie estaban cerca, y luego mató a Andrew durante los 20 minutos aproximadamente que ella estuvo en el granero y Bridget se estaba preparando para tomar una siesta. El magistrado juzga que Lizzie probablemente es culpable y ordena que Lizzie se encuentre en espera de juicio.
Lizzie se enfrenta a la muerte en la horca. Con el apoyo de Emma y su parte del patrimonio de 250.000 dólares de su padre, Lizzie contrata un “equipo de ensueño”, encabezado por George Robinson, exgobernador de Massachusetts. Decora su celda con muebles y elige un vestuario especial para el juicio. La prensa y el público simpatizan con Lizzie, maestra de escuela dominical y devota trabajadora por la templanza, la ayuda cristiana y las misiones extranjeras.
El testimonio de Lizzie en la investigación se considera inadmisible, ya que se le negó un abogado adecuado y su testimonio se tomó cuando estaba bajo la influencia de morfina.
En el juicio, su amiga Alice Russell testifica que la noche antes del asesinato, Lizzie dijo que su padre estaba teniendo problemas con socios comerciales. Temía que alguien le hiciera daño y que habían asaltado la casa a plena luz del día cuando miembros de la familia estaban en casa. El día después del funeral, Lizzie quemó en la estufa un vestido que supuestamente estaba manchado de pintura.
El químico local testifica que Lizzie intentó comprar ácido prúsico unos días antes de los asesinatos, aparentemente para limpiar una capa de piel de foca. No le vendería el veneno sin receta.
Un experto forense testifica que el hacha roto encontrado por la policía coincide con las heridas en el cráneo del Sr. Borden. La ropa del agresor estaría salpicada de sangre, pero Lizzie no tenía manchas de sangre momentos después del último asesinato, a excepción de una pequeña cantidad de sangre menstrual en su ropa. Cuando los cráneos de Andrew y Abby se presentan ante el tribunal y se coloca un hacha en la herida, Lizzie se desmaya.
Se pide al presidente del jurado, compuesto exclusivamente por hombres, que anuncie el veredicto. En flashbacks, Lizzie recuerda la secuencia de acontecimientos que condujeron al asesinato. Abby convence a Andrew para que cambie su testamento y Andrew acepta ver a su abogado la próxima semana. Lizzie le dice a Emma que primero vería muerta a Abby y que su padre no debe hacer un nuevo testamento. Emma decide ir a Fairhaven al día siguiente. Lizzie luego muestra a Bridget lavando ventanas y luego charlando con un vecino. Lizzie cierra las puertas con llave, se quita la ropa y saca un hacha de debajo del colchón. Desnuda, Lizzie se acerca sigilosamente detrás de Abby y Andrew, matándolos a machetazos. Entre ambos asesinatos, Lizzie se lava en el sótano y vuelve a vestirse con ropa inmaculada. Tira el hacha a la letrina. El capataz anuncia un veredicto de “inocencia”. Se ordena la liberación de Lizzie. La multitud afuera de la sala del tribunal celebra.
En casa, Emma recibe a Lizzie con dudas y le pregunta: “Una vez más, no volveré a mencionarlo mientras viva. ¿Mataste a mi padre? El rostro de Lizzie permanece inexpresivo y no responde.
Meses después de su absolución, Lizzie se mudó a una mansión en la elegante zona de Fall River, donde vivió hasta su muerte en 1927, a la edad de 66 años. Emma murió nueve días después de Lizzie. A día de hoy el caso sigue sin resolverse.

## Reparte
•	Elizabeth Montgomery -  Lizzie Borden

•	Fionnula Flanagan - Bridget Sullivan

•	Ed Flanders - Hosea Knowlton

•	Katherine Helmond - Emma Borden

•	Don Porter -  George Robinson

•	Fritz Weaver -  Andrew Borden

•	Bonnie Bartlett -  Sylvia Knowlton

•	John Beal - Dr. Bowen

•	Helen Craig - Abby Borden

•	Alan Hewitt - Mayor Coughlin

•	Gail Kobe - Alice Russell

•	Hayden Rorke - Julien Ralph

•	Amzie Strickland - Adelaide Churchill

•	Robert Symonds - Andrew Jennings

Elizabeth Montgomery y Lizzie Borden resultaron ser primas sextas una vez que terminó el rodaje, ambas descendientes de John Luther, un residente del siglo XVII en Massachusetts. Rhonda McClure, genealogista que documentó la conexión entre Montgomery y Borden, dijo: "Me pregunto cómo se habría sentido Elizabeth si supiera que estaba interpretando a su propia prima". Uno de los vestidos usados por Montgomery en la película está se exhibe en el B&B que ahora ocupa la casa de Borden.

## Recepción

### Premios
La película hizo ganar al escritor William Bast en 1975 el Edgar Award a la Mejor TV Característica / Miniserie. También ganó dos premios Emmy, por diseño de vestuario (presentado a Guy C. Verhille) y Montaje (John A. Martinelli), y recibió nominaciones en otras tres categorías: Emmy Actriz Principal (Montgomery), Dirección de Arte (Jack de Shields) y Edición de sonido (Harry Gordon).La película también fue nominada a la Mejor Película Hecha para Televisión en 1976 en los Golden Globe Awards.

## Versión europea
La versión teatral europea es más explícita que la que realizada en la ABC, mostrando a Borden desnuda cuando asesina a sus padres, y tiene una duración extra de 104 minutos en total, frente a la versión de los Estados Unidos de 100 minutos.  

## Estreno en DVD
La Región 1 para DVD se estrenó el 7 de octubre de 2014.